# Melanodytes pustulatus
Melanodytes pustulatus là một loài bọ cánh cứng trong họ Bọ nước. Loài này được Rossi miêu tả khoa học năm 1792.